# Dong Fuxiang
Dong Fuxiang (Gansu, 8 de janeiro de 1839– 2 de fevereiro de 1908), nome de cortesia Xingwu (星五), foi um general chinês que viveu no final da dinastia Qing.
Fuxiang comandou um exército de soldados Hui, uma etnia chinesa muçulmana, na região de Gansu.

## Carreira militar
Dong participou da revolta de Dungan (1862-1877) e desertou para o lado da dinastia Qing, junto com o amigo Ma Zhanao.
Dong Fuxiang, Ma Anliang e Ma Haiyan foram originalmente chamados para Pequim durante a Primeira Guerra Sino-Japonesa em 1894, mas a segunda Revolta de Dungan (1895) estourou e eles foram posteriormente enviados para combater os rebeldes muçulmanos